# آرمیستد (کالیفرنیا)
آرمیستد (به انگلیسی: Armistead) یک منطقهٔ مسکونی در ایالات متحده آمریکا است که در شهرستان کرن، کالیفرنیا واقع شده‌است. آرمیستد ۹۳۵ متر بالاتر از سطح دریا قرار دارد.